# Perro de San Huberto
El perro de San Huberto (en francés: chien de Saint-Hubert y en inglés: bloodhound) es una raza de perro originaria de Bélgica, concretamente de la región de las Ardenas. Es una de las razas de sabueso reconocidas por la FCI en su grupo 6. Es uno de los perros con el olfato más agudo. Se ha documentado que son capaces de seguir un rastro de hasta quince días,[cita requerida] gracias a la sensibilidad de su olfato, por los pliegues internos de sus fosas nasales.[cita requerida] Por esa razón se usa como perro policía en labores de rastreo. Su esperanza de vida ronda de siete a doce años. Su extraordinariamente agudo sentido del olfato se combina con un fuerte y tenaz instinto de rastreo, lo que produce el sabueso ideal. Esta raza de perro es utilizada por la policía y las fuerzas del orden en todo el mundo para rastrear a prisioneros, fugitivos, personas desaparecidas y mascotas perdidas.

## Historia
Tradicionalmente se ha considerado a los monjes del monasterio de San Huberto como los creadores de la raza, y que basaron su selección en los perros de caza que utilizaba el monje Hubert, fundador de la orden y que más tarde al ser canonizado pasó a ser el patrón de los cazadores. El rey Guillermo el Conquistador llevó ejemplares de esta raza a Inglaterra cuando accedió al trono. Los descendientes de estos ejemplares fueron conocidos en el país como bloodhound, del inglés blood (sangre) y hound (sabueso).

## Descripción

### Apariencia
Son perros de gran tamaño y fortaleza, aunque ágiles. Su cuerpo es más largo que alto. Las arrugas en la cabeza y su papada son quizás uno de los rasgos más característicos, junto con la longitud de sus orejas colgantes. 
- Cabeza:  Grande, larga, no muy ancha. Piel de la cara arrugada.
- Hocico y boca:  El hocico es corto. La piel es suelta y cae a los lados. Se prefiere la mordida de tijera, donde al cerrar la boca los dientes inferiores descansan en la parte interior de los superiores.
- Nariz:  Fosas nasales grandes, abiertas.
- Orejas:  Bien largas, de piel suave y agradable al tacto. Colocadas bajas en la cabeza. Las mantiene caídas a ambos lados de la cabeza.
- Cuello:  Relativamente largo.
- Cuerpo: Fuerte.
- Pelo: Corto, suave. La piel es suelta.
- Color del pelo: Negro y leonado, castaño rojizo oscuro (color hígado) y negro, leonado, castaño rojizo. Algunas federaciones permiten algunas pintas blancas en el pecho, patas y cola.
- Extremidades delanteras: Las patas delanteras deben ser rectas y fuertes.
- Extremidades posteriores: Las patas posteriores son fuertes.
- Pies: Redondeados.
- Cola: Larga. Colocada alta. Cae sin ser curvada.
- Altura: En la cruz o los hombros: Los machos miden de 63 a 69 cm. Las hembras de 58 a 63 cm.
- Peso: El peso de los machos es de 40 a 50 kg (de 90 a 110 libras). Las hembras pesan de 36 a 45,5 kg (de 80 a 100 libras).
- Camada: La camada usual de esta raza de perros es de seis a diez cachorros. Se registran camadas de hasta diecisiete cachorros.